# جوليانا بينا
جوليانا بينا (مواليد 19 أغسطس 1989) هي لاعبة فنون قتال مختلطة أمريكية والبطلة الحالية في وزن الديك في بطولة القتال النهائي.

## وصلات خارجية
- جوليانا بينا على موقع يو إف سي (الإنجليزية)
- جوليانا بينا على موقع شيردوغ (الإنجليزية)
- جوليانا بينا على موقع Tapology.com (الإنجليزية)
- جوليانا بينا على موقع فايت ماتريكس (الإنجليزية)
- جوليانا بينا على موقع إي إس بي إن (الإنجليزية)
- جوليانا بينا على موقع WrestlingData.com (الإنجليزية)